# رابین کومس
رابین کومس (انگلیسی: Robin Coombs؛ ‏ ۹ ژانویهٔ ۱۹۲۱ – ۲۵ ژانویهٔ ۲۰۰۶) ایمنی‌شناس اهل بریتانیا بود که امروزه نامش به‌واسطهٔ تست کومبس در یادها مانده است. از این آزمایش برای تشخیص حضور پادتن‌ها در برخی بیماری‌ها همچون بیماری ارهاش و اختلالات انتقال خون استفاده می‌شود. گفته می‌شود که ایدهٔ این آزمایش در یک قطار و هنگام مسافرت به ذهن او خطور کرد. وی دانش‌آموختهٔ رشتهٔ دام‌پزشکی در دانشگاه ادینبرو بود و پی‌اچ‌دی خود را از کالج کینگ، کمبریج گرفت و بعدها پژوهشگر و استاد دپارتمان آسیب‌شناسی دانشگاه کمبریج شد و بخش ایمنی‌شناسی آن دانشگاه را بنیان نهاد.
وی همچنین برندهٔ جوایزی همچون جایزه گاردینر و همکار انجمن سلطنتی شده است.